# Novák Emil
Novák Emil (Budapest, 1954. július 30. –) Balázs Béla-díjas magyar-ausztrál operatőr, filmrendező, egyetemi docens.

## Életpályája
Szülei Novák Emil és Bory Róza, bátyja Novák János. 1972-től a Mafilmnél dolgozott, mint fotós és segédoperatőr. 1978-ban vették fel a Színház és Filmművészeti Főiskola operatőri szakára, Illés György és Vagyóczky Tibor osztályába. A főiskolán tévé-rendezést Dömölky Jánostól és Horváth Ádámtól, filmrendezést Szabó Istvántól és Fábri Zoltántól tanult. A főiskola elvégzése után újra a MAFILM-nél dolgozott 1987-ig, amikor Ausztráliába „emigrált”. 1991-ben ausztrál állampolgárságot kapott.
1989-től 1991-ig az Ausztrál Filmiskola hallgatója volt, és 1991-ben diplomát szerzett a filmszakon. 1991-től részt vett a sydneyi 31-es tv-csatorna létrehozásában és munkájában, amely 22 különböző etnikai csoport közös csatornájaként jött létre, és ahol az igazgatósági tanács tagja volt 1997-ig. Ebben az időszakban két éven keresztül megszervezte a 31-es csatorna magyar nyelvű adásait, és részt vett azok készítésében. Sydneyben emellett elsősorban reklámfilmek készítésével foglalkozott. 5 éven keresztül állt szerződésben a sydney-i Manifesto Film produkciós irodával, majd 1997-ben a Paper Back Film produkciós cég társtulajdonosa lett Gregory Read-del közösen. 2001-ben családi okok miatt visszatért Magyarországra.
A magyar kulturális életben 1970 óta vesz részt – Jancsó Miklós és Gyurkó László 25. Színházának produkcióinál fotósként működött közre, és részt vett több produkcióban is pl: Cseh Tamás Dal nélkül, Novák János Ló kérdez Ady-est. Ragályi Elemér mellett volt segédoperatőr, később több filmjében II. kameránál operatőr. Dolgozott Jankura Péterrel, Tóth Jánossal és Illés Györggyel. A főiskola évei alatt két szentendrei Művészeti Főiskolák Fesztiváljának volt a főszervezője. Az 1980-as évektől kezdve fotókiállításai voltak, többek között a szentendrei Vajda Lajos Stúdió Galériában és a szentendrei Templom téren is. Önálló kiállításainak sora Ausztráliában is folytatódott, ahol a legpatinásabb sydney-i magángalériában, a Holdsworth Gallery-ben állított ki 1994-ben és 1996-ban. 1992-ben megalapította Sydneyben a Museum of Hungarians képzőművészeti társaságot, ennek keretében megszervezte az első Magyar Filmhetet a sydney-i Valhalla moziban, a Magyar Filmunió segítségével. Ezen a filmhéten többek között Jancsó Miklós, Szabó István, Jeles András, Gárdos Péter, Huszárik Zoltán filmjeit vetítették. A társaság tagjai Sydneyben élő magyar származású képzőművészek voltak: többek között Iványi Norbert, Balla Juli és Miszlay Sándor. 1993-ban az Őszi Fesztivál keretében kortárs ausztrál őslakos képzőművészek alkotásaiból szervezett kiállítást a Vigadó Galériában, és a kiállítás idejére mind a hat kiállító művészt sikerült vendégül látni Budapesten. 2017-ben az IMAGO csoportos fotókiállításán vesz részt Gdańskban.
1997-ben a MOH tagjainak a Műcsarnok Dorottya utcai kiállítótermében csoportos kiállítást szervezett. A 90-es évek közepétől sikeresen valósította meg két egymástól távoli ország kulturális programjainak folyamatos kétirányú cseréjét.
2003 tavaszától együtt dolgozott Szabados Róberttel a pomázi Stern Film Stúdió tervezésén és kivitelezésén. 2004-től a Filmiroda Art bizottságának tagja. 2006-ban alapította meg az Operatőrök Társaságának filmszakmai képzését, a HSC Stábiskolát, az első szakmai filmképzést Magyarországon. A 40. és a 41. Magyar Filmszemle szervező bizottságának elnöke volt.
2004-ben a sydney-i Tropfest mintájára Budapesten is megrendezte a Tropifilm Fesztivált a Kultiplexben, amely 7 perces rövidfilmek versenye – így a győztes film nevezhető a Cannes-i Rövidfilm Fesztiválra, ahol már előfordult, hogy a Tropicana győztese is nyert ill. helyezést ért el. 2005-ben másodízben is megrendezték a fesztivált.
2004-ben alapította meg a Magyar Operatőrök Társaságával közösen az Aranyszem Operatőr Fesztivált, ami 12 év után szintén az ő kezdeményezésére szűnt meg 2016-ban.
2006-ban alapította meg a HSC Stábiskolát (Magyar Operatőrök Iskolája – Hungarian School of Cinematography), az első szakmai filmképzést Magyarországon.
2014 júliusában megalakult a Magyar Filmakadémia egyesület, aminek ekkor az elnökévé választották. 2018-ban öttagúvá alakult az elnökség, amiben Novák, mint alapító tag, Balázs Béla-díjas operatőr, az Egyesület Operatőr Szekció küldöttje ismét helyet kapott.
2015 óta a Magyar Filmhét (Magyar Mozgókép Szemle) szervezője, a Magyar Filmdíj producer-rendezője.
2016-tól a kolozsvári Babeș–Bolyai Tudományegyetem magyar nyelvű Fotó, Film Média szakának tanára.
2018-ban Romwalter Béla Richyvel megalapítja a Kovács László és Zsigmond Vilmos operatőr díjat, amely az Aranyszem Operatőr verseny folytatásaként rendeznek meg minden évben.
2020. október 1-től 2022. január 31-ig a Színház- és Filmművészeti Egyetem megbízott általános rektorhelyettese, akit a 2020. szeptember elsejével működési modellt váltott egyetemet fenntartó alapítvány kuratóriuma nevezett ki, miután a korábbi vezetés lemondott és kitöltötte felmondási idejét – az egyetem hallgatói önkormányzata illegitimnek jelentette ki az új vezetőséget.
A Magyar Filmakadémia alapító tagja, 2018-ig első elnöke, majd ügyvezető elnöke. A Magyar Operatőrök Társaságának (HSC) elnökségi tagja 2008-tól 2020-ig, amikor is Novák kilépett a szervezetből.
Az Európai Operatőrök Szövetségének (IMAGO), valamint a Magyar Fotóművészek Szövetségének tagja.

## Kritikák az SZFE rektorhelyettesi kinevezésével kapcsolatban
A kinevezést a hallgatói önkormányzat a 2020-ban hatályos jogszabályok szerint illegitimnek tartja. A hallgatói önkormányzat a Novák megbízási ideje alatt, szabályos választás után megalakult és a HÖK is delegált küldötteket a szenátusba. A szenátus rektori pályázat kiírására tett javaslatot az alapítványnak. Az Alapítvány pályázatára beérkezett pályázatot elfogadásra javasolta és Rátóti Zoltánt a Magyar köztársasági elnöke kinevezte az SZFE rektorának.
A kinevezés napján a Magyar Filmakadémia elnökségének másik négy tagja (Sándor Pál, Hutlassa Tamás, Bereczki Csaba és Jancsó Dávid) az Színház- és Filmművészeti Egyetem-re történt illegitimnek tartott rektorhelyettesi kinevezése okán a 444 portálnak eljuttatott határozat szerint előbb visszahívta Novákot elnöki pozíciójából, majd másnap lemondtak az elnökségi tagságukról, azzal a hivatkozással, hogy az elnöki nyilatkozat és az elvállalt pozíció összeegyeztethetetlen és ellehetetleníti az akadémia működését és október 16-án új elnökséget választanak, miközben először Reisz Gábor, majd többek is távoztak a szervezetből,
Ragályi Elemér pedig hamar felkapottá váló üzenetet osztott meg a kinevezés kapcsán közösségi oldalán. A HSC etikai bizottsága nem találta aggályosnak, hogy Novák elvállalta a SZFE rektor helyettesi pozícióját. 2020 októberében Koltai Lajos és Novák is kilépett.
2020. október 17-én Tarr Béla közleményt adott ki, az Origon megjelent a Werckmeister harmóniák című filmjével kapcsolatban, bár 2001-ben az operatőrgárda tagjaként – tiltakozás nélkül – ő is részesült a film 7 operatőrével együtt a Gundel művészeti díjban. A közlemény szövege: „csak 3 napot forgattunk amiből sajnos csak egy jelenetet tudtunk használni az elkészült filmben. Menet közben világossá vált együttműködésünk lehetetlensége. Ennek okait az Ő maradék méltóságának védelmében nem részletezném. Ezúton szeretném világossá tenni, hogy a Werckmeister harmóniák fő és meghatározó operatőre Medvigy Gábor volt. Ezt azért írtam le mert tiltakozom az ellen, hogy filmünket bármilyen vonatkozásban is felhasználják az SZFE megszállására.”

## Filmjei

### Operatőrként
- Üvegfény (1981) (rendező és forgatókönyvíró is)
- Bűvös pillanatok (1982) (rendező és forgatókönyvíró is)
- Polak Wengry (1982)
- Hosszú vágta (2nd unit DOP) (1983)
- István, a király (1984)
- Villanyvonat (1984)
- Felhőjáték (1984)
- Mária-nap (1984)
- Csak egy mozi (1985)
- Tavaszi kivégzés (1985)
- Linda (1986)
- Zuhanás közben (1987)
- Varázslat – Queen Budapesten (1987)
- Szerelem második vérig (1988)
- Journey of a Lifetime (1989)
- Flutter (1991)
- Erkel Ferenc: István király (Zenés TV Színház, 1993)
- Széttört álmok. A 70-és évek és a Syrius (zenés dokumentumfilm, 1993)
- Love Until (1995)
- Spirits of the Carnival (1996)
- Barátok közt (1998)
- Sacra Corona (2001)
- Márton partjelző fázik (2002) tv-film
- Sobri ponyvafilm (2002) (rendező és forgatókönyvíró is)
- Sobri 1-6 sorozat (2003)
- Magic Klezmer (2004)
- A temetetlen halott (2004)
- El Camino – Az út (2005)
- A fogság nyomában I-V. (2006) (rendező is)
- Utolsó jelentés Annáról (2009)
- Ideje az öregségnek (2011) (rendező, forgatókönyvíró és producer is)
- Werkfilm Senki szigete (2014)
- Argo 2. (2015) 2nd unit DP
- Cinematographer (kisjátékfilm, 2017) (rendező, producer, forgatókönyv, szereplő)
- Laci és Vili. A magyar operatőri iskola története (dokumentumfilm, 2018) (rendező, operatőr)
- Zárójelentés (werkfilm, 2020)
- Elsőáldozó (kisjátékfilm, 2021)[26][27]
- Bors néni 2021 TV film (2021)[28]
- Bory hagyaték (dokumentumfilm, 2022)
- Örököse a nemzet (dokumentumfilm, 2022)
- Kaleidoszkóp. Márta István a zeneszerző(portréfilm)(2024)

### Rendezőként
- Üvegfény (1981)
- Bűvös pillanatok (1982)
- Flutter (1991)
- Journey of a Lifetime (1989)
- Széttört álmok – A 70-és évek és a Syrius (1993)
- Sobri ponyvafilm (2002)
- Sobri 1-6 sorozat (2003)
- Fogság nyomában 1–6 sorozat (2003)
- Magical Klezmer (2004)
- A legenda (2005)
- Igazából apa (2010) (forgatókönyvíró is)
- Ideje az öregségnek (2011)
- Werkfilm Senki szigete (2014)
- Cinematographer (kisjátékfilm, 2017)
- Laci és Vili – Történetek a magyar operatőr iskoláról (dokumentumfilm, 2018)
- Zárójelentés werkfilm (2020)
- Bors néni (2021, technikai rendező)
- Elsőáldozó (kisjátékfilm, 2021)
- Boryk hagyatéka (dokumentumfilm, 2022)
- Örököse a nemzet (dokumentumfilm, 2022)
- Kaleidoszkóp. Márta István a zeneszerző.(portréfilm)(2024)

### Producerként
- Széttört álmok – A 70-és évek és a Syrius (zenés dokumentumfilm, 1993)
- Végjáték (2007)
- Vasárnap (2007)
- Ideje az öregségnek (2011)
- Cinematographer (2017)
- Laci és Vili. Történetek a magyar operatőr iskoláról. (2018)

## Könyvei
- Angol-Magyar Filmes szó-tár (2010)
- Hungarian Cinema (2014) Fotóalbum
- Az én operatőr iskolám. Történetek a Magyar Operatőr Iskola történetéből (interjúk, 2015)
- Piano (2015) Fotóalbum
- Orszáczky Miklós Jackie Antológia (számozott példányszámú kiadvány) (2018)
  - Orszáczky Miklós Jackie Antológia pótfüzete (2018)
- A XX.századi magyar operatőr iskola története(2019)

## Díjai
- Első díj (az Üvegfény című vizsgafilmjéért, filmfőiskolások fesztiválja, München; 1981)[29]
- Legjobb játékfilm (a Bűvös pillanatok című diplomafilmjéért, a főiskolások fesztiválja, München; 1982)[29][30]
- Játékfilmszemle szakmai zsűrijének operatőri díja (a Felhőjáték és a Mária-nap című filmekért, XVI. Budapesti Magyar Játékfilmszemle, 1984)[29][31][32]
- Balázs Béla-díj (a Mafilm operatőreként; 1985)[29][33]
- Arany Pillangó-díj (1996)
- Megosztott Gundel művészeti díj (a Werckmeister harmóniák című film operatőrgárdájának, 2001)[21][22]